# Lucey (Côte-d'Or)
Pour les articles homonymes, voir Lucey.
Lucey est une commune française située dans le département de la Côte-d'Or en région Bourgogne-Franche-Comté. Elle était autrefois nommée Lucey-lès-Faverolles (et Faverolles-lès-Lucey, Faverolles) sur la carte de Cassini.

## Géographie

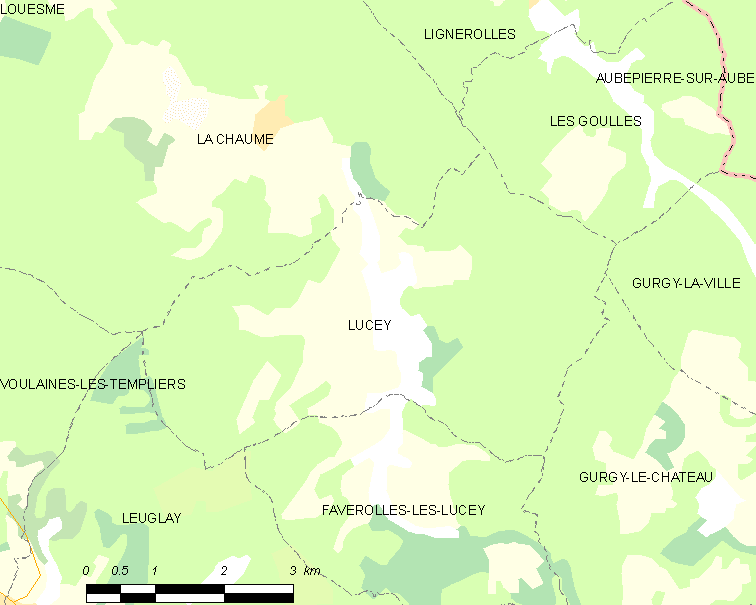

La superficie totale de Lucey est 18,5 km2 pour une altitude située entre 293 et 417 mètres.

### Hydrographie
Lucey est traversée par le Coupe-Charme. Celui-ci prend sa source à Chambain pour se jeter dans l'Aube 24 km plus bas, au niveau de Veuxhaulles-sur-Aube. On le retrouve en tant que Rui de Lucey sur la carte de Cassini datant de 1740.

### Climat
Pour des articles plus généraux, voir Climat de la Bourgogne-Franche-Comté et Climat de la Côte-d'Or.
En 2010, le climat de la commune est de type climat des marges montargnardes, selon une étude du Centre national de la recherche scientifique s'appuyant sur une série de données couvrant la période 1971-2000. En 2020, Météo-France publie une typologie des climats de la France métropolitaine dans laquelle la commune est exposée à un climat océanique altéré et est dans la région climatique  Lorraine, plateau de Langres, Morvan, caractérisée par un hiver rude (1,5 °C), des vents modérés et des brouillards fréquents en automne et hiver. 
Pour la période 1971-2000, la température annuelle moyenne est de 10 °C, avec une amplitude thermique annuelle de 16,5 °C. Le cumul annuel moyen de précipitations est de 958 mm, avec 13,5 jours de précipitations en janvier et 9,1 jours en juillet. Pour la période 1991-2020, la température moyenne annuelle observée sur la station météorologique de Météo-France la plus proche, « Bure Les Templiers_sapc », sur la commune de Bure-les-Templiers à 13 km à vol d'oiseau, est de 10,7 °C et le cumul annuel moyen de précipitations est de 898,2 mm,. Pour l'avenir, les paramètres climatiques de la commune estimés pour 2050 selon différents scénarios d'émission de gaz à effet de serre sont consultables sur un site dédié publié par Météo-France en novembre 2022.

## Urbanisme

### Typologie
Au 1er janvier 2024, Lucey est catégorisée commune rurale à habitat dispersé, selon la nouvelle grille communale de densité à 7 niveaux définie par l'Insee en 2022.
Elle est située hors unité urbaine et hors attraction des villes,.

### Occupation des sols
L'occupation des sols de la commune, telle qu'elle ressort de la base de données européenne d’occupation biophysique des sols Corine Land Cover (CLC), est marquée par l'importance des forêts et milieux semi-naturels (70,6 % en 2018), une proportion sensiblement équivalente à celle de 1990 (71,1 %). La répartition détaillée en 2018 est la suivante : 
forêts (70,5 %), terres arables (21,7 %), prairies (5,5 %), zones agricoles hétérogènes (2,2 %), milieux à végétation arbustive et/ou herbacée (0,1 %). L'évolution de l’occupation des sols de la commune et de ses infrastructures peut être observée sur les différentes représentations cartographiques du territoire : la carte de Cassini (XVIIIe siècle), la carte d'état-major (1820-1866) et les cartes ou photos aériennes de l'IGN pour la période actuelle (1950 à aujourd'hui).

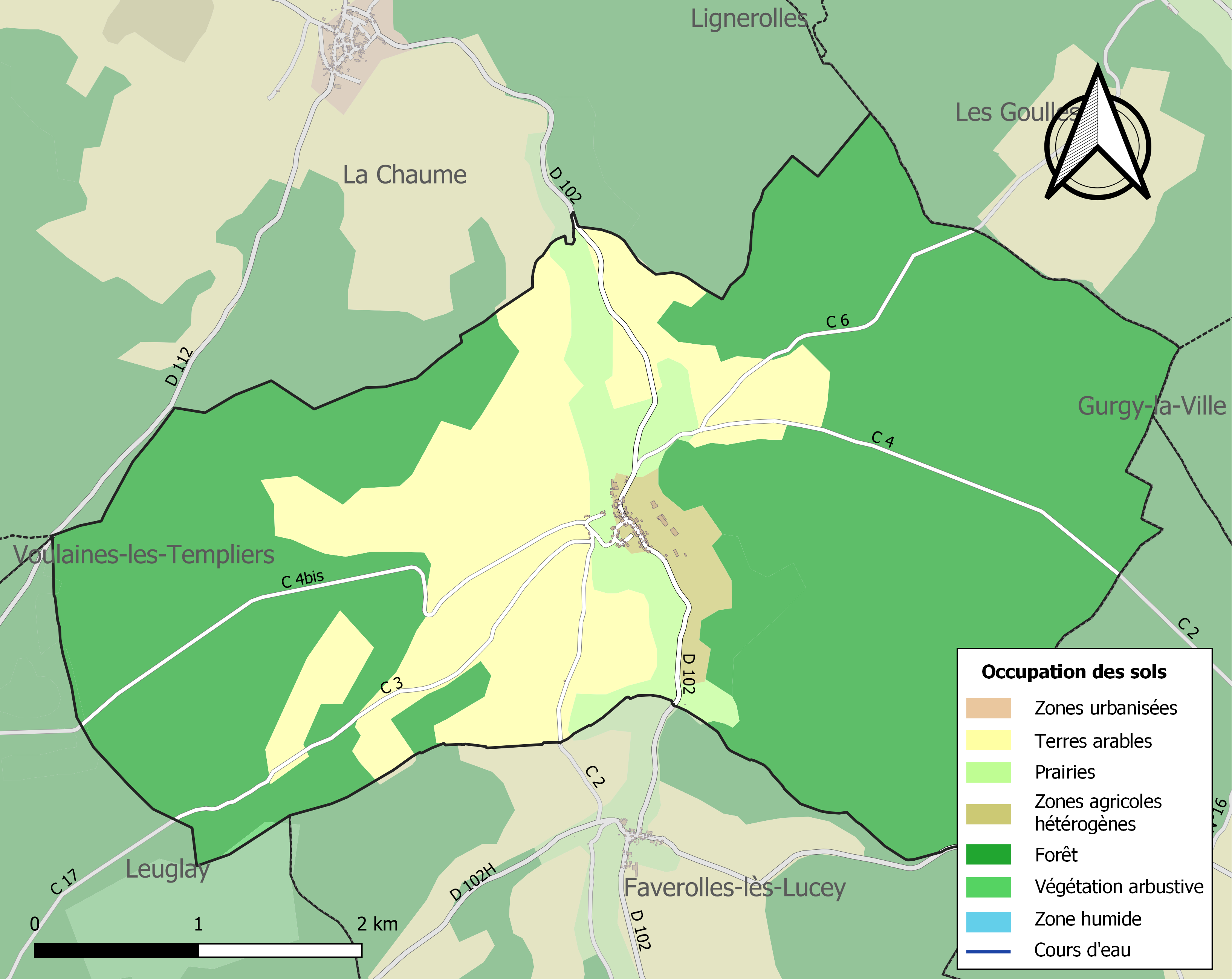
Carte des infrastructures et de l'occupation des sols de la commune en 2018 (CLC).

## Histoire

### Moyen Âge
En 1972 des sarcophages mérovingiens sont retrouvés en creusant un caveau dans le cimetière.
Le village est alors en Champagne et dépend des bailliage et diocèse de Langres.

## Politique et administration
Lucey appartient :
- à l'arrondissement de Montbard,
- au canton de Châtillon-sur-Seine et
- à la communauté de communes du Pays Châtillonnais

| Période                                  | Période | Identité          | Étiquette | Qualité            |
| ---------------------------------------- | ------- | ----------------- | --------- | ------------------ |
| 1840                                     | 1846    | Lancelot Minoggio | TCG       | Tailleur de Pierre |
| mars 2001                                | 2020    | Bernard Ronot     |           |                    |
| 2020                                     |         | Alain Trexon      |           |                    |
| Les données manquantes sont à compléter. |         |                   |           |                    |

## Démographie
L'évolution du nombre d'habitants est connue à travers les recensements de la population effectués dans la commune depuis 1793. Pour les communes de moins de 10 000 habitants, une enquête de recensement portant sur toute la population est réalisée tous les cinq ans, les populations de référence des années intermédiaires étant quant à elles estimées par interpolation ou extrapolation. Pour la commune, le premier recensement exhaustif entrant dans le cadre du nouveau dispositif a été réalisé en 2005.

En 2022, la commune comptait 56 habitants, en évolution de −8,2 % par rapport à 2016 (Côte-d'Or : +0,82 %, France hors Mayotte : +2,11 %).
| 1793 | 1800 | 1806 | 1821 | 1831 | 1836 | 1841 | 1846 | 1851 |
| ---- | ---- | ---- | ---- | ---- | ---- | ---- | ---- | ---- |
| 322  | 338  | 324  | 305  | 361  | 344  | 341  | 320  | 293  |

| 1856 | 1861 | 1866 | 1872 | 1876 | 1881 | 1886 | 1891 | 1896 |
| ---- | ---- | ---- | ---- | ---- | ---- | ---- | ---- | ---- |
| 238  | 259  | 257  | 215  | 213  | 200  | 184  | 159  | 152  |

| 1901 | 1906 | 1911 | 1921 | 1926 | 1931 | 1936 | 1946 | 1954 |
| ---- | ---- | ---- | ---- | ---- | ---- | ---- | ---- | ---- |
| 143  | 142  | 144  | 118  | 114  | 104  | 107  | 121  | 89   |

| 1962 | 1968 | 1975 | 1982 | 1990 | 1999 | 2005 | 2006 | 2010 |
| ---- | ---- | ---- | ---- | ---- | ---- | ---- | ---- | ---- |
| 91   | 78   | 80   | 73   | 55   | 61   | 59   | 57   | 59   |

| 2015 | 2020 | 2022 | - | - | - | - | - | - |
| ---- | ---- | ---- | - | - | - | - | - | - |
| 60   | 57   | 56   | - | - | - | - | - | - |

## Culture locale et patrimoine

### Lieux et monuments
- L'église Saint-Hilaire fondée au XIIIe siècle et remaniée au XVIIe siècle puis au début du XIXe siècle erenferme un grand retable et deux statues en bois du XVIIIe siècle : une Vierge à l'Enfant et saint Hilaire, évêque de Poitiers.

### Héraldique
| Blason de Lucey | Blason  | Parti : au 1er d'argent au chêne arraché de sinople englanté de sable, au 2e de sinople aux deux épis de blé tigés et feuillés d'or, le tout posé sur une champagne ondée d'azur et sommé d'un chef d'azur chargé d'une croisette ancrée d'or, chaque montant surchargé à son extrémité d'une fleur de lys de sable à plomb. |
| Blason de Lucey | Détails | Le statut officiel du blason reste à déterminer. |